# Zülfia Süleimenova
Zülfia Bolatqyzy Süleimenova (în kazahă Зүлфия Болатқызы Сүлейменова; n. 25 februarie 1990, Aqtöbe audany⁠(d), RSS Kazahă, URSS) este o politiciană kazahă care a ocupat funcția de ministru al Ecologiei, Geologiei și Resurselor Naturale⁠(d) în perioada 4 ianuarie 2023 – 1 septembrie 2023, fiind unul dintre cei mai tineri miniștri din istoria guvernului kazah. De asemenea, a fost vicepreședinte al Mäjilis-ului⁠(d) (camera inferioară a parlamentul kazah⁠(d)) în legislatura a 7-a⁠(d), din 2021 până în 2022.

## Biografie
Zülfia Süleimenova s-a născut la 25 februarie 1990 în orașul Aktobe. A obținut diploma de licență și cea de master la Universitatea Națională Eurasiatică „L. N. Gumiliov”⁠(d), la specialitatea Relații Internaționale, și a făcut doctoratul la GRIPS⁠(d) (Tokyo) în cadrul programului „Securitate și Studii Internaționale”.
A lucrat ca director adjunct al Departamentului de Politică Climatică și Tehnologii Verzi al Ministerului Ecologiei, Geologiei și Resurselor Naturale⁠(d) din Kazahstan; consultant la diviziile de mediu și dezvoltare, energie și politică macroeconomică și finanțare a dezvoltării din cadrul Comisiei Economice și Sociale a Națiunilor Unite pentru Asia și Pacific⁠(d) din Bangkok; specialist la birourile Programului Națiunilor Unite pentru Dezvoltare din Kazahstan și Turkmenistan; cercetător la Institutul de Studii Strategice din Kazahstan⁠(d).
La 15 ianuarie 2021, în urma alegerilor legislative din 2021, Süleimenova a devenit deputat în Camera inferioară Mäjilis⁠(d) a Parlamentului Kazahstanului⁠(d) în legislatura a 7-a⁠(d), unde a fost membru al Comisiei pentru afaceri externe, apărare și securitate. Ea a fost aleasă inițial pe listele electorale ale partidului Nur Otan. (între timp redenumit în Amanat⁠(d)) În februarie 2022, a trecut în grupul parlamentar Jaña Qazaqstan. Mandatul de deputat a expirat la 10 martie 2022.
Din 21 septembrie 2023, ea este consilier prezidențial și reprezentant special al președintelui Republicii Kazahstan pentru cooperarea internațională în domeniul mediului.

### Mandatul de ministru
Süleimenova a devenit viceministru al Ecologiei, Geologiei și Resurselor Naturale la 14 martie 2022. La 3 iunie 2022, prim-ministrul Älihan Smaiylov⁠(d) a numit-o în funcția de coordonator național al Kazahstanului în cadrul Global Environment Facility⁠(d).
Potrivit jurnalistului kazah Mihail Kozacikov, Administrația Prezidențială a Kazahstanului⁠(d) ar fi primit multiple cereri să o concedieze pe Süleimenova de la Ministerul Ecologiei și Resurselor Naturale, deoarece ministrul de atunci Serıkqali Brekeşev⁠(d) a denunțat refuzul ei de a elibera o autorizație de mediu companiei CNPC-Aktobemunaigas SA, decizie care ar fi fost provocată de relațiile dintre companie și familia ei. Controversa a cuprins și performanța ei în diferite roluri, inclusiv multiple întârzieri, absențe de la ședințe și concedii medicale frecvente.
În ciuda acestor preocupări, Süleimenova și-a asumat funcția de ministru al Ecologiei și Resurselor Naturale la 4 ianuarie 2023, prin decretul președintelui Qasym-Jomart Toqaev.
Mandatul de ministru a fost marcat de incendiile din 2023⁠(d), când 14 angajați ai rezervației naturale forestiere de stat Semey Ormany au pierit în incendiu, caz care a dezvăluit lipsa critică a echipamentelor necesare. Din moment ce rezervația se află în responsabilitatea Ministerului Ecologiei și Resurselor Naturale, au existat demersuri de destituire a ministrului și chiar inițierea unui caz penal pe numele său. În consecință, în iunie 2023, procurorul general adjunct al Kazahstanului, Jandos Ömiraliev, a anunțat inițierea unei anchete împotriva lui Süleimenova.
Un alt scandal l-a implicat pe tatăl ei, Bolat Kalimullovich Süleimenov, care în 2011 fusese condamnat pentru delapidare, cu confiscarea proprietății. Cariera de succes a lui Süleimenova a fost asociată și de relația sa de rudenie cu politicianul Erlan Karin, consilier de stat al Kazahstanului. A fost criticată și pentru lipsa de pregătire adecvată în domeniul ecologiei – inclusiv printre persoanele pe care le-a angajat în echipa ministerului. Decizia de a-l angaja pe Zañgar Hasenov, presupus criminal, în calitate de asistent al ei, a fost întâmpinată la fel cu critici.
Süleimenova a fost destituită din funcția de ministru la 1 septembrie 2023, fiind succedată de Erlan Nysanbaev. Ulterior, ea și-a evidențiat propriile realizări în calitate de ministru, printre care un aflux de apă în Marea Aral, eforturi de a minimiza pierderile de recolte în provincia Jambyl și inițiative pentru eradicarea „piaței negre” din sectorul apei. Ea a menționat, de asemenea, efortul pentru furnizarea de apă potabilă rezidenților anumitor raioane, restructurarea împrumuturilor internaționale, ratificarea în Kazahstan a convențiilor internaționale și angajarea în negocieri transfrontaliere cu Uzbekistan și China legate de gospodărirea apelor.

## Viață personală
În-un interviu, politiciana a dezvăluit că este strict vegană: „Nu port produse din piele, nu mănânc carne. Cred că considerația morală a animalelor ar trebui să înceapă de la noi, oamenii. Nu folosesc produse cosmetice testate pe animale, nu merg la grădini zoologice, delfinarii, e decizia mea personală”.